# أطلانتس الخطوط الجوية الأرمنية
أطلانتس الخطوط الجوية الأرمنية المحدودة، تُعرف أيضًا باسم أطلانتس الخطوط الجوية الأوروبية. كانت شركة طيران مسجلة في أرمينيا. توقفت عن العمل في 20 فبراير 2021.

## العمليات
بحلول عام 2014، كانت الشركة تقدم رحلات تشارك الرمز بالتعاون مع الخطوط الجوية النمساوية والخطوط الجوية التشيكية دون تشغيل طائرات خاصة بها. بدأت الشركة بعد ذلك في تكوين أسطول خاص بها باستخدام طائرة إيرباص A320-200 مستعملة بهدف تقديم رحلات إلى وجهات سياحية.
وفقًا لخطة العمل آنذاك، كانت الشركة تخطط لتسيير رحلات من يريفان إلى تبليسي وكوتايسي في جورجيا، بالإضافة إلى خدمات إلى وجهات أخرى في المنطقة. خلال موسم صيف 2020، كانت الشركة تخطط لتسيير رحلات من يريفان إلى فيينا، براغ، أثينا، بالإضافة إلى كييف وموسكو باستخدام طائرات إيرباص A320. كما كان لديها نية تشغيل رحلات مستأجرة إلى العديد من الجزر اليونانية.[بحاجة لمصدر]
في أغسطس 2020، علّقت السلطات الأرمنية تراخيص الشركة. توقفت الشركة عن العمل نهائيًا في 20 فبراير 2021.

## الأسطول

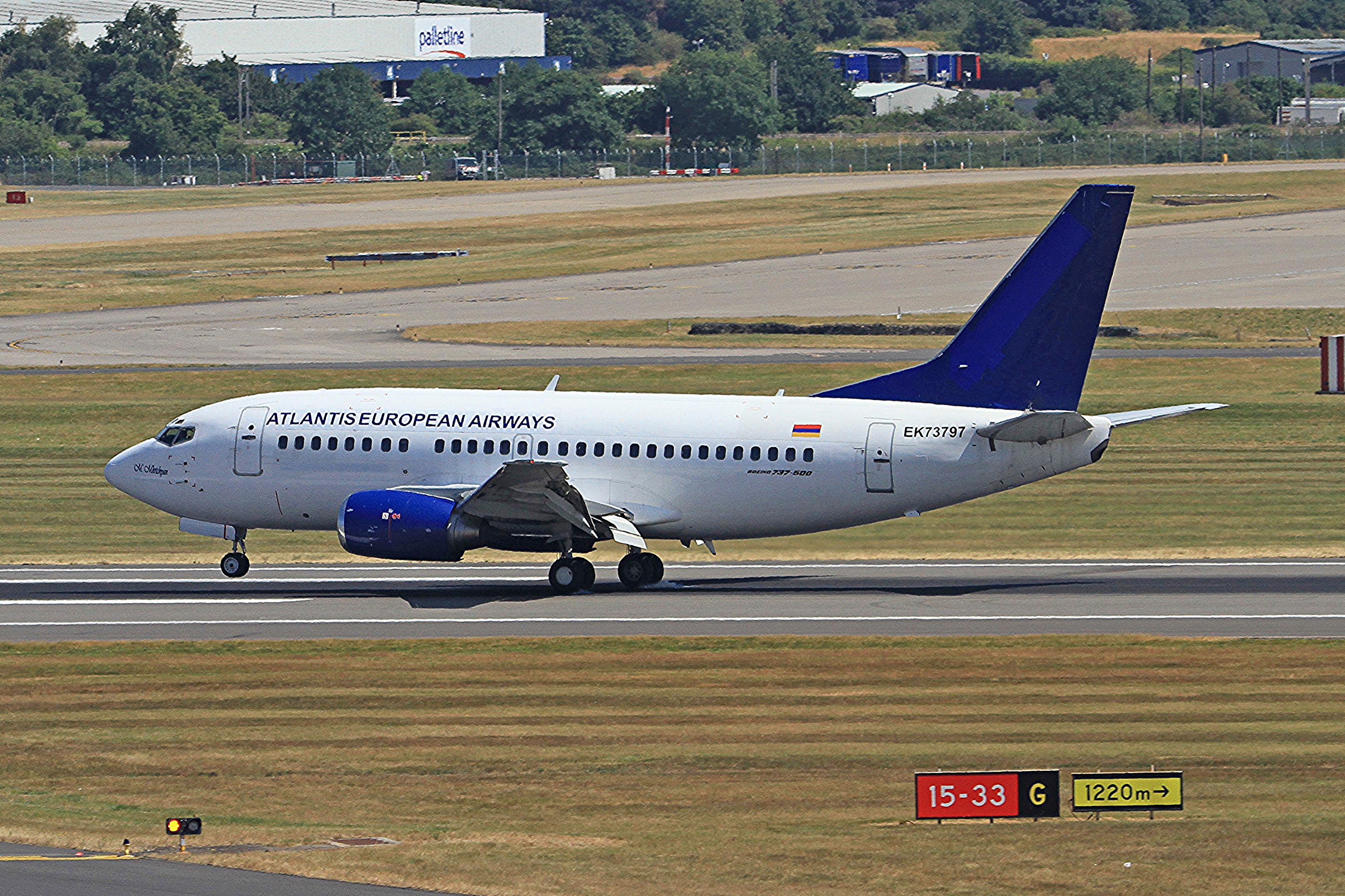
طائرة بوينغ 737-500 التابعة لأطلانتس الأوروبية

تكون أسطول الخطوط الجوية الأوروبية أطلانتس من الطائرات التالية:

## وصلات خارجية
- الموقع الرسمي